# 城关镇 (清水河县)
城关镇，是中华人民共和国内蒙古自治区呼和浩特市清水河县下辖的一个乡镇级行政单位。

## 行政区划
城关镇下辖以下地区：
永安社区、圣泉社区，、南园社区、花园社区、城关村、神池夭村、南沟村、祁家沟村、贺家山村、庄古窑村、小庙子村、潘山沟村、桦树沟村、曹家沟村、芦子沟村、只几也村、水门村和八龙湾村。